# Nauplia
Nauplia (in greco Ναύπλιο?, Nafplio; in italiano anche Napoli di Romània, e Napoli d'Oriente) è un comune della Grecia situato nella periferia del Peloponneso (unità periferica dell'Argolide) con 33 356 abitanti secondo i dati del censimento del 2011.
A seguito della riforma amministrativa detta piano Kallikratis in vigore dal gennaio 2011 che ha abolito le prefetture e accorpato numerosi comuni, la superficie del comune è ora di 390 km² e la popolazione è passata da 13 822 a 31 607 abitanti.
Dal 1829 al 1834 è stata la prima capitale della Grecia indipendente.

## Etimologia
Il nome della città è cambiato più volte nel corso dei secoli. Il nome greco contemporaneo della città è Nafplio (Ναύπλιο).
Durante l'antichità classica era conosciuta come Nauplia (Ναυπλία) in greco attico e Nauplie (Ναυπλίη) in greco ionico. In latino si chiamava Nauplia.
Durante il Medioevo diverse varianti furono utilizzate in greco bizantino, tra cui Náfplion (Ναύπλιον), Anáplion (Ἀνάπλιον), e Anáplia (Ἀνάπλια).
Durante il tardo Medioevo e nella prima età moderna, sotto la dominazione veneziana, la città era conosciuta in italiano come Napoli d'Oriente e Napoli di Romània, secondo l'uso medievale di "Romània" per indicare le terre dell'Impero bizantino, e per distinguerla da Napoli in Italia.
Durante il periodo moderno sotto il dominio ottomano, il nome turco della città era Mora Yenişehir, derivato da Morea, un nome medievale per il Peloponneso, e şehir yeni, il termine turco per "città nuova" (a quanto pare una traduzione dal Νεάπολη greco, italiano Napoli), diventata poi Anabolı.
Nel XIX secolo e fino all'inizio del XX secolo, la città fu chiamata indiscriminatamente Náfplion (Ναύπλιον) e Nafplio (Ναύπλιο) in greco moderno. Entrambe le forme sono state utilizzate in documenti ufficiali e guide turistiche. Questo spiega perché la vecchia forma Náfplion (a volte traslitterato in Navplion) ancora sopravvive di tanto in tanto.
Il suo nome deriva da Nauplio, figlio di Poseidone e Amimone, padre di Palamede. Grazie alla sua posizione, sembra sia stato un avamposto di origine straniera, probabilmente egiziana.
Secondo Strabone, l'etimologia è da rintracciarsi in ναῦς, "nave", trattandosi di una città portuale; dal vocabolo avrebbe preso nome il personaggio mitologico di Nauplio, mentre, secondo un'altra tradizione, fu Nauplio il fondatore di Nauplia.

## Storia
Resti risalenti al Paleolitico sono stati trovati sulla collina Acronauplia, mentre una grotta vicino alla città presenta resti risalenti al neolitico.
In epoca micenea Nauplia era membro della Lega marittima di Calauria, assieme ad Atene, i Mini, Orcomeno di Beozia, Trezene, Ermione, Egina e Brasiae.
Nel 628 a.C. al tempo della seconda guerra messenica fu conquistata da Argo che prese il suo posto nella confederazione, poiché era semplicemente il porto di Argo. I cittadini espulsi si rifugiarono in territorio di Sparta, dove ricevettero la città di Metone in Messenia. Nel 371 a.C., quando fu restaurato lo Stato messeno, gli abitanti di Nauplia poterono conservare Metone.
Ai tempi di Pausania la città era in rovina. Pausania menziona il tempio di Poseidone, alcuni forti e una fontana chiamata Canathus in cui Era si bagnava una volta l'anno rinnovando grazie a questo bagno la sua verginità.
Passò sotto il dominio dei Romani e quindi dei Bizantini fino al 1205. Nella seconda metà del X secolo fu bersaglio delle incursioni dell'Emirato di Creta; nel 1032 la flotta bizantina sconfisse una flotta musulmana.

Nel 1205 i crociati fondarono la signoria di Argo e Nauplia nel Principato d'Acaia. Nel 1212 il principe Jofre la cedette a Ottone de La Roche, signore di Atene. Nel 1308 passò alla casa di Brienne, che perse Atene nel 1311 ma mantenne Argo e Nauplio. Nel 1356 passò agli Enghien e nel 1388 fu venduta a Venezia da Maria d'Enghien, figlia di Guglielmo e vedova di Pietro Cornaro. Firmò trattati con i Menteshe nel 1403 e nel 1407 e con gli Ottomani nel 1419 e nel 1479. Fu attaccata quattro volte dagli Ottomani: nel 1396/1397 e nel 1426/1427 da Yakub Bey, nel 1463 da Mahmud Pasha che lo occupò brevemente, e poi tra il 1500 e il 1592 quando fu difesa dalla popolazione greca, da italiani e da albanesi stradioti. Il trattato del 1503 la riconobbe a Venezia. Il porto della città bassa fu fortificato.
Nauplia fu poi strappata ai Veneziani dagli Ottomani nel 1540 dopo un assedio durato tre anni, ma la città rimase nelle mire della Serenissima finché Francesco Morosini - nel frattempo eletto doge - non la riconquistò nel 1686, nel corso della guerra di Morea. Nauplia, ribattezzata "Napoli di Romània", fu eretta a capitale della Morea e della provincia di Romània (comprendente Argo, Tripoli e Corinto); contemporaneamente, Morosini diede grande impulso alla ripopolazione della città e al rafforzamento delle fortificazioni. Nauplia fu tuttavia fatale al Morosini, che vi morì il 6 gennaio 1694 quando si trovava a bordo della sua galea in veste di comandante della flotta.
Gli anni successivi videro grandi opere di ricostruzione e fortificazione dei veneziani. Nel 1715 i turchi del sultano Ahmed III entrarono in Nauplia, massacrando la popolazione civile e la guarnigione veneziana. La sovranità ottomana, poi sancita dalla pace di Passarowitz (1718), sarebbe durata fino al 1829, quando in occasione dell'indipendenza della Grecia (essendo Atene ancora in mano agli ottomani) Nauplia ebbe l'onore di diventare la prima capitale del neonato stato ellenico.
Nel 1831 Nauplia fu invece il teatro dell'assassinio di Giovanni Antonio Capodistria, primo presidente greco.

## Monumenti
La città fu un feudo franco dal 1210 al 1377, epoca alla quale risalgono la chiesa dei Franchi (Frangoklissiá) e il castello dei Franchi sulla collina di Acronauplia. 
Il periodo veneziano (1388-1540) diede l'impronta che caratterizza il centro storico. Il governatore Vettore Pasqualigo fece edificare sull'isola di Bourzi, di fronte alla città, il Castel da Mar chiamato Bourtzi, un fortino destinato alla difesa dell'ingresso del porto.
A questo periodo risalgono la chiesa di San Spiridione (1702) e numerose opere militari, tra cui il possente bastione Grimani (1702-06), la Porta di Terra (1708), la poderosa fortezza di Palamídi (1711-14) e la caserma (1713, oggi sede del museo archeologico).
- Museo di arte popolare di Nauplia

## Galleria d'immagini

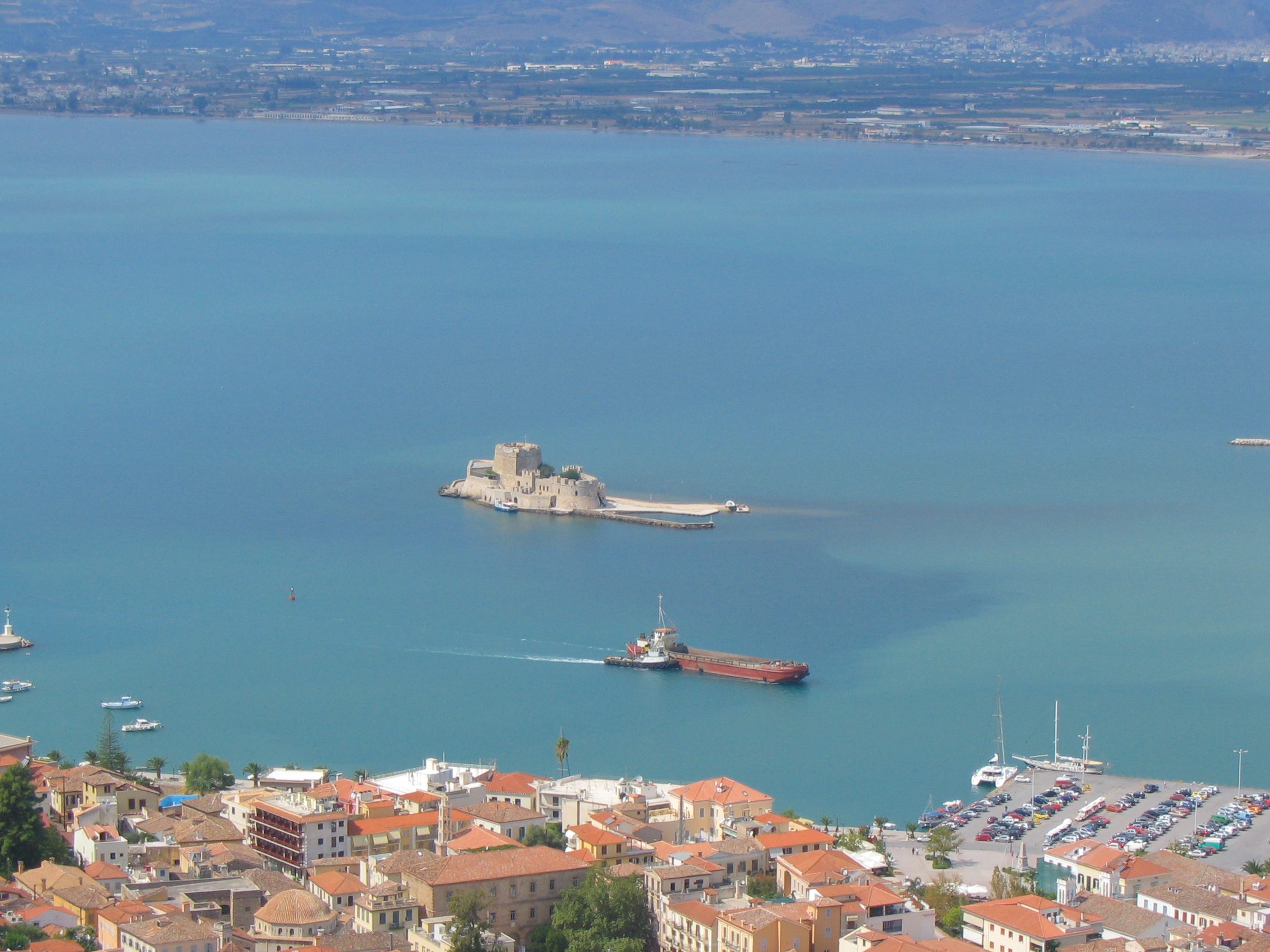
L'isola di Bourtzi con il castel da Mar
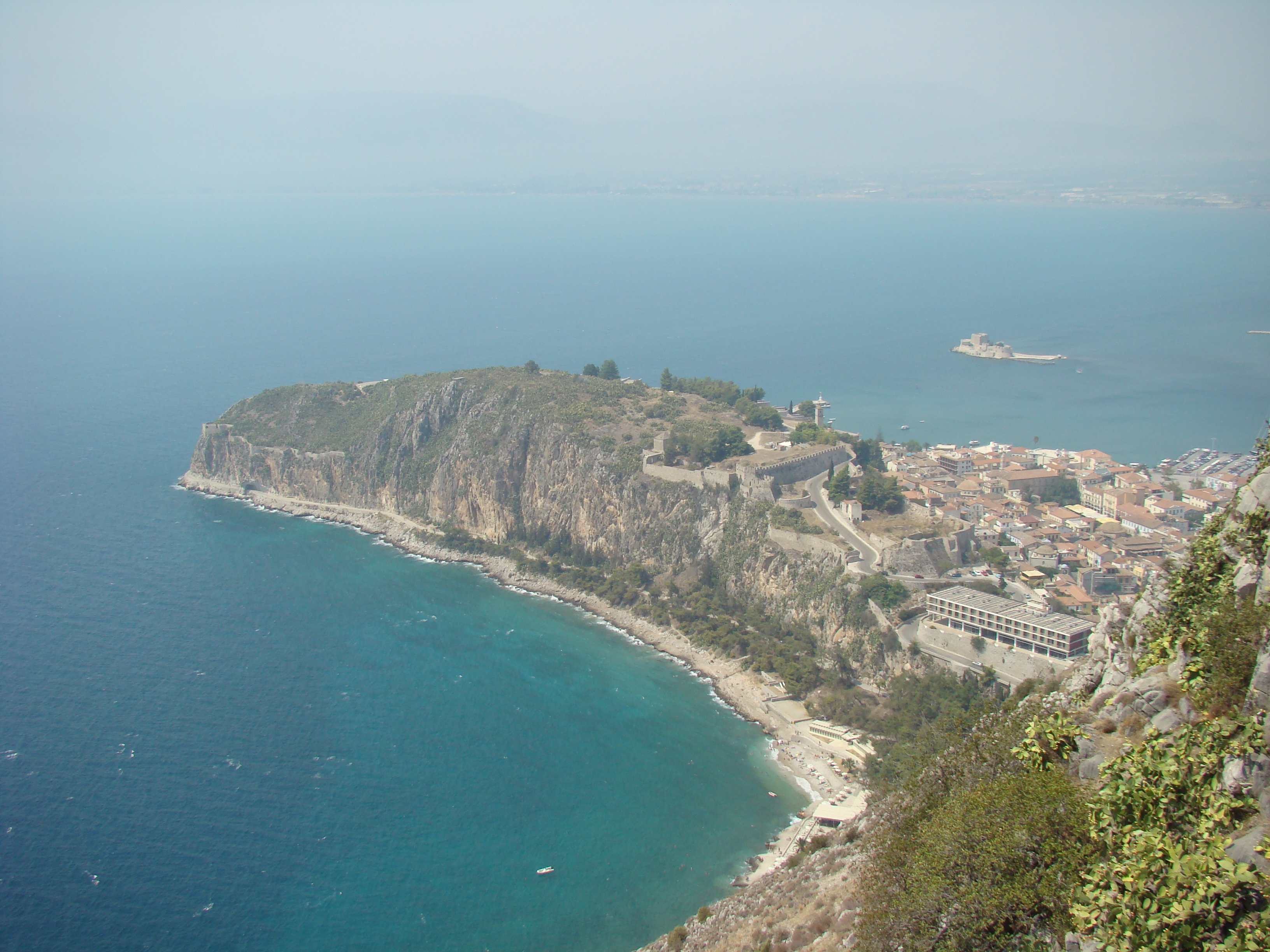
Vista sul colle di Acronauplia
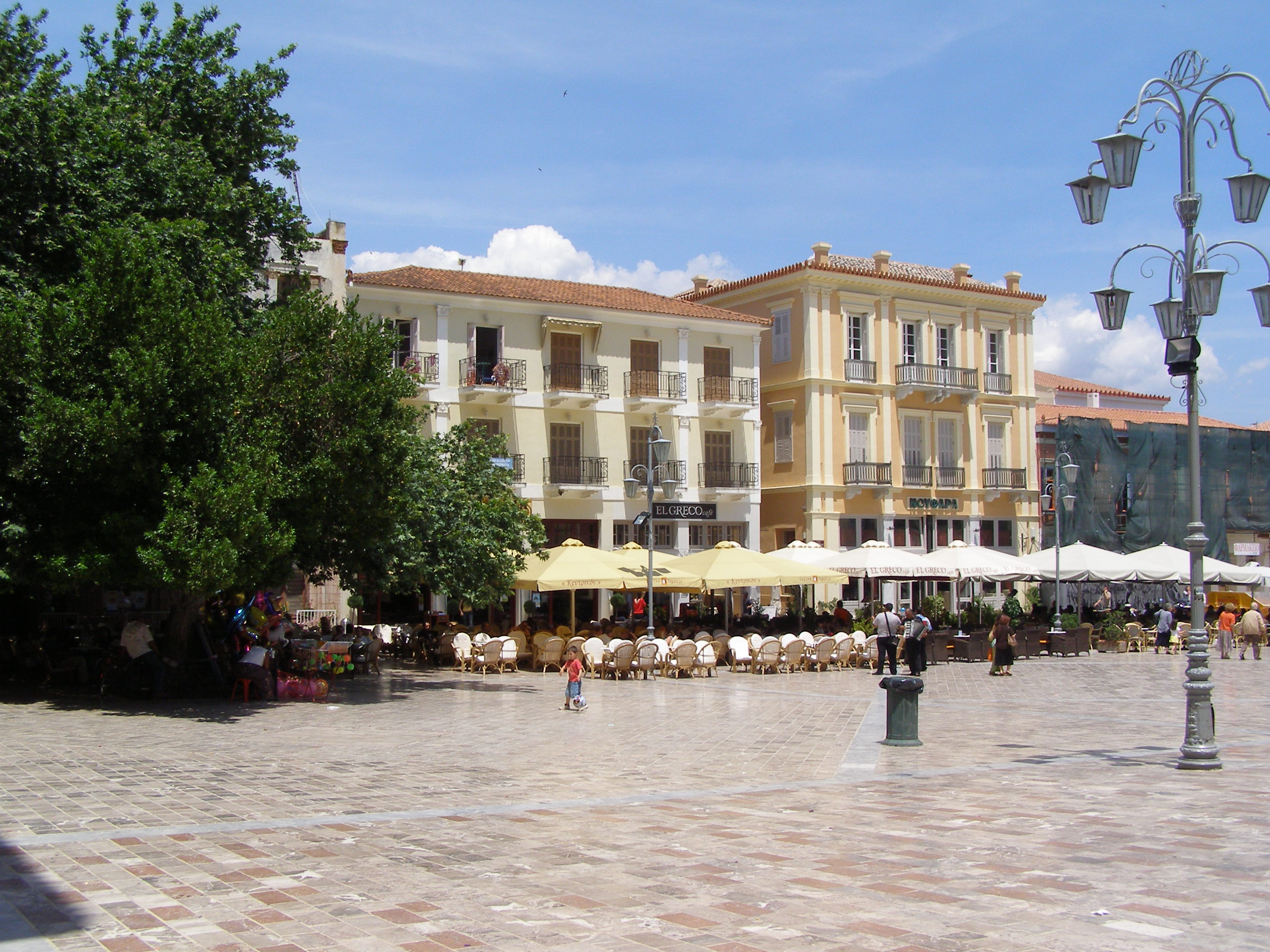
Piazza della Costituzione
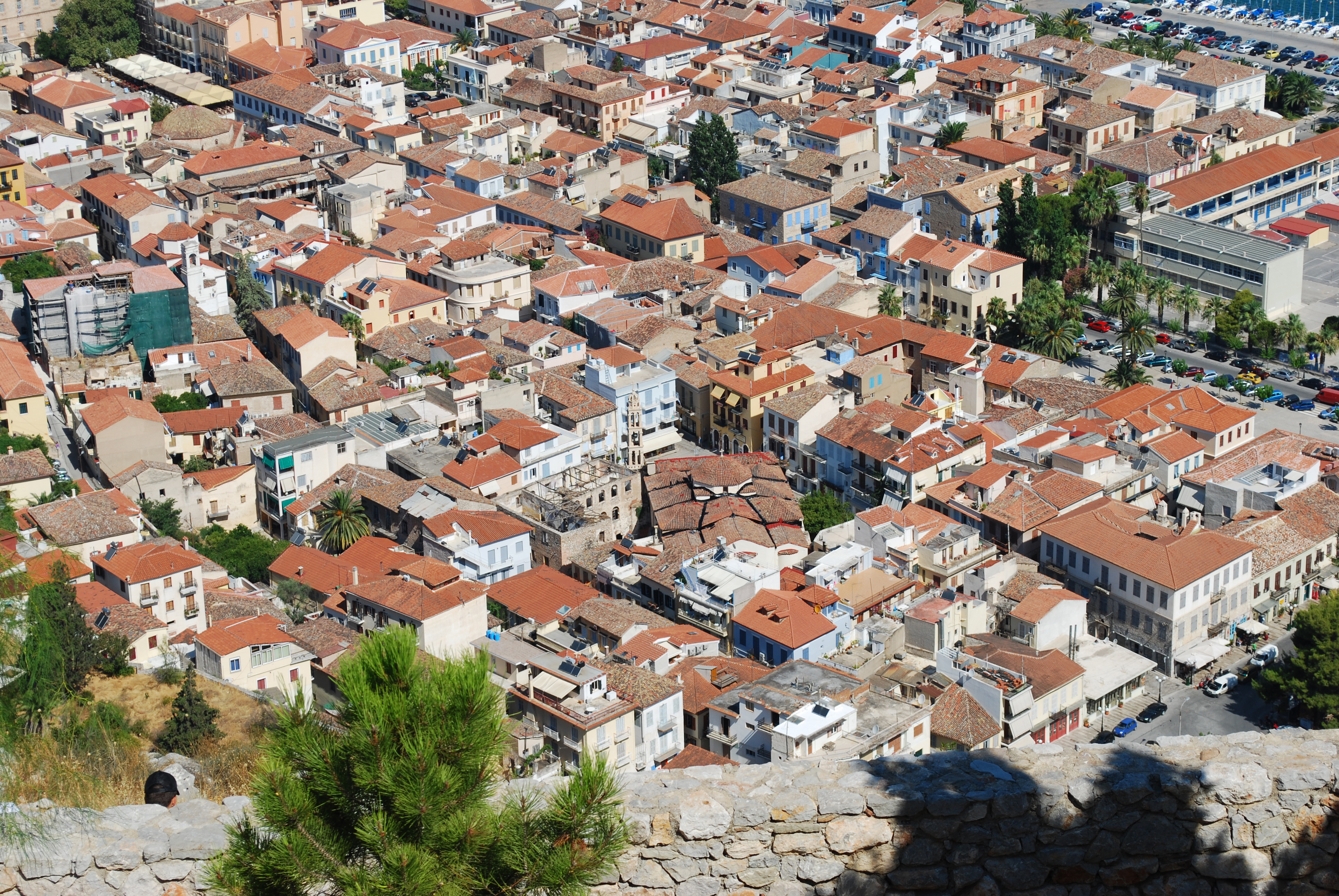
Vista dalla fortezza di Palamidi.
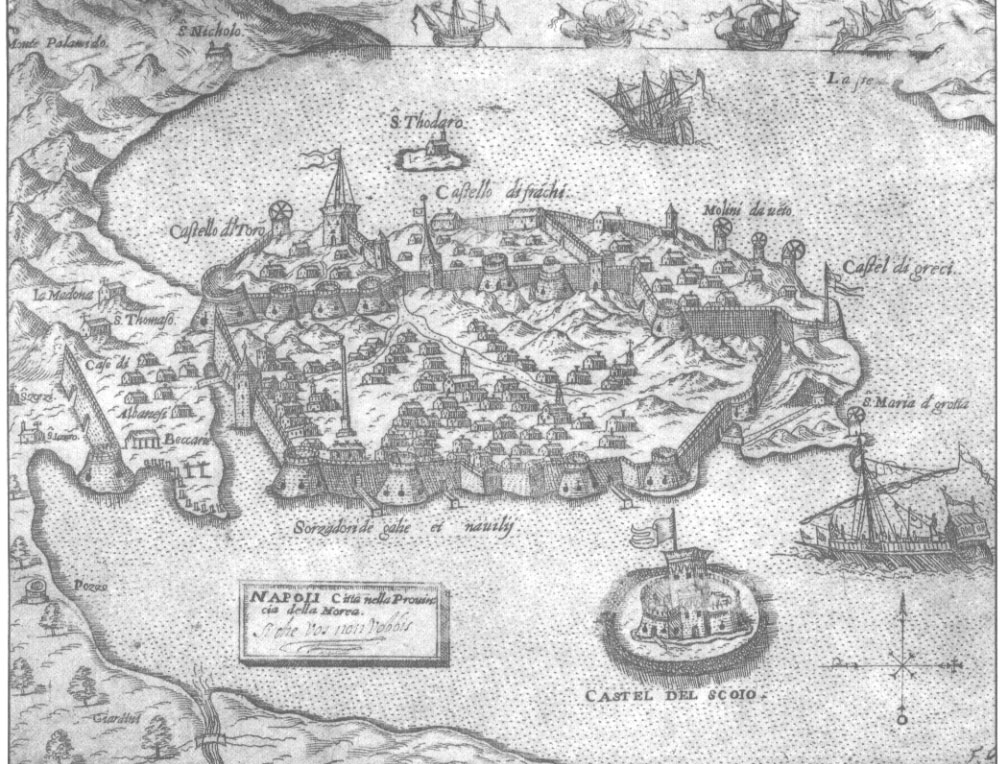
Mappa della città nel periodo veneziano
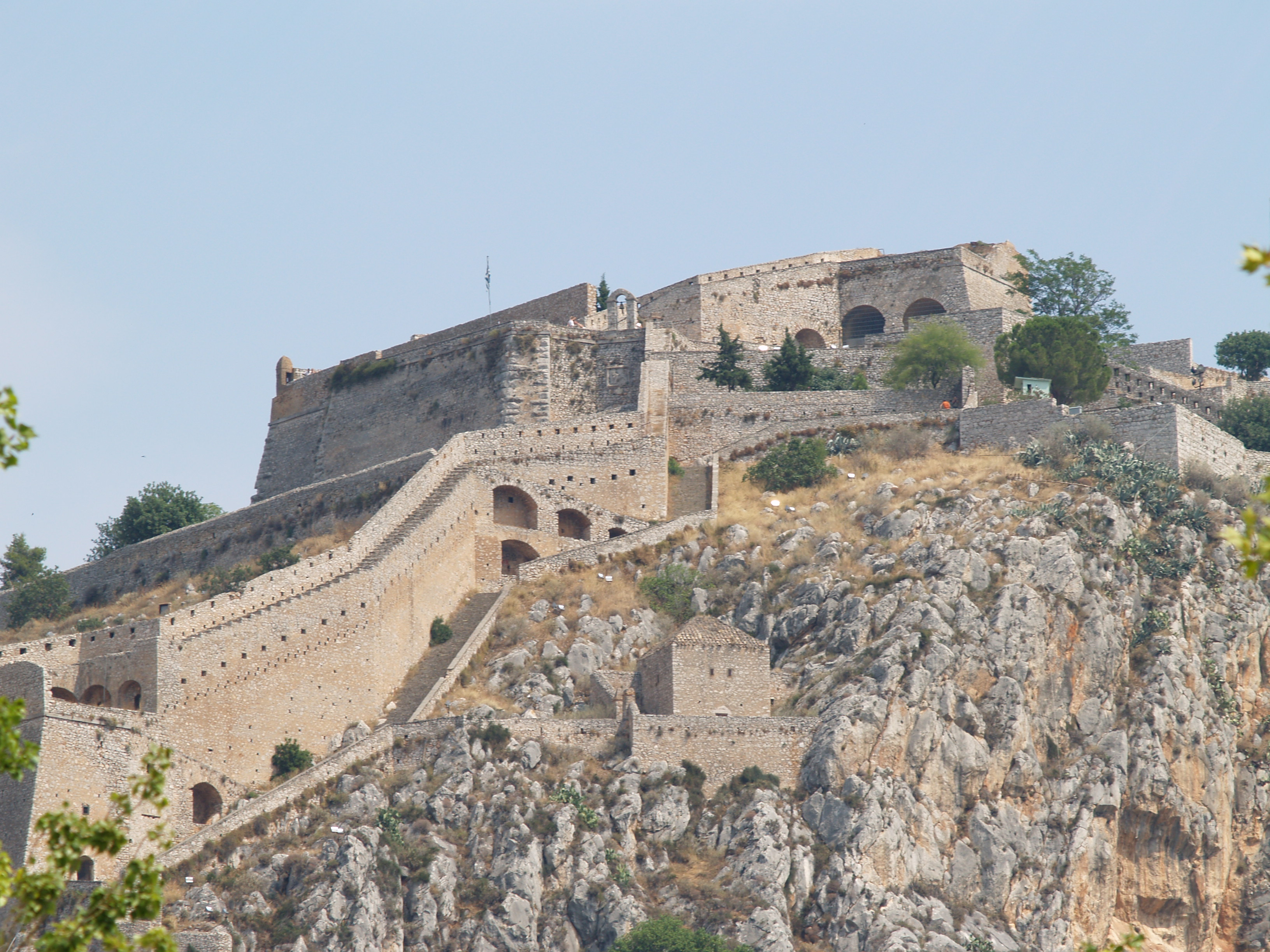
La fortezza veneziana di Palamidi